# 뿔아메바과
뿔아메바과(Paramoebidae)는 지족목에 속하는 아메바류의 과이다.
이전에는 무각아메바류로 분류하기도 했다. 코로트네벨라속(Korotnevella), 뿔아메바속(Mayorella), 파라아메바속(Paramoeba) 등을 포함하고 있다.

## 하위 속
- 코로트네벨라속 (Korotnevella)
- 뿔아메바속 (Mayorella)
- 파라아메바속 (Paramoeba)